# バガボンド (2019年のテレビドラマ)
『バガボンド』（英: vagabond、文化観光部2000年式: Baegabondeu）は、2019年9月20日から11月23日まで放送された韓国・SBSのテレビドラマ。イ・スンギとぺ・スジは、九家の書以来、6年ぶりの再共演となる。最高視聴率は、13.1%。全16話。旅客機墜落事故で甥を亡くしたスタントマンが旅客機墜落事故の裏に隠された真相を暴くアクションスリラードラマ。日本では、2019年にNetflixで配信された。

## あらすじ
謎の旅客機墜落事故で、甥を亡くしたスタントマンのチャ・ダルガン(イ・スンギ)は、悲しみに暮れながらも、事故の真相を突き止めるため、国家情報院の工作員、コ・ヘリ(ぺ・スジ)と協力するも、やがて時間と共に惹かれ合ってしまう。

## キャスト
- チャ・ダルゴン：イ・スンギ

アクション俳優志望のスタントマン。
- コ・ヘリ：ペ・スジ

国家情報院の監察チーム工作員。
- キ・テウン：シン・ソンロク

国家情報院監察チーム長。
- チョ・グクピョ：ペク・ユンシク

大韓民国の大統領。
- ホン・スンジョ：ムン・ソングン

大韓民国の首相。
- ユン・ハンギ：キム・ミンジョン

大統領首席秘書官。

## スタッフ
- 脚本：チャン・ヨンチョル、チョン・ギョンスン
- 演出：ユ・インシク